# Federal Reserve Bank of Richmond

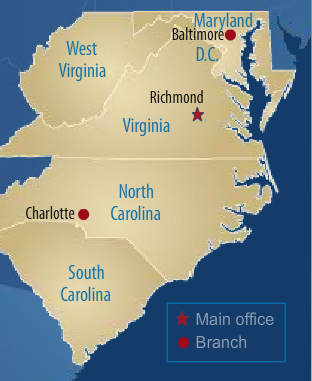
Det femte distriktet som Richmond Fed har hand om.

Federal Reserve Bank of Richmond, kallas Richmond Fed,  är en regional centralbank inom USA:s centralbankssystem Federal Reserve System. De har ansvaret för det femte distriktet i centralbankssystemet, vilket innebär att de har ansvaret för hela delstaterna Maryland, North Carolina, South Carolina och Virginia samt delar av delstaten West Virginia. De har också ansvar över det federala distriktet District of Columbia (Washington, D.C.). Richmond Fed använder sig av bokstaven E och siffran 5 för att identifiera sig på de dollar-sedlar som används i distriktet. De har sitt huvudkontor i Richmond i Virginia och leds av Tom Barkin.

## Historik
Federal Reserve System har sitt ursprung från den 23 december 1913 när lagen Federal Reserve Act signerades av USA:s 28:e president Woodrow Wilson (D). Den 2 april 1914 meddelade Federal Reserve System att distrikten var bestämda och vart de regionala centralbankerna skulle vara placerade. Den 18 maj grundades samtliga tolv regionala centralbanker medan den 16 november öppnades dessa officiellt.

## Ledare
Källa: 
* = Ordförande för Federal Reserve System.
|             | Person                 | Period    |
| ----------- | ---------------------- | --------- |
| Bankchefer  |                        |           |
|             | George J. Seay         | 1914–1936 |
| Presidenter |                        |           |
|             | Hugh Leach             | 1936–1961 |
|             | Edward A. Wayne        | 1961–1968 |
|             | Aubrey N. Heflin       | 1968–1973 |
|             | Robert P. Black        | 1973–1992 |
|             | J. Alfred Broaddus Jr. | 1993–2004 |
|             | Jeffrey M. Lacker      | 2004–2017 |
|             | Mark L. Mullinix       | 2017      |
|             | Tom Barkin             | 2018–     |